# Las Vegas Bowl 2014
Match précédent Match suivant
Le Las Vegas Bowl 2014 a été un match de football américain de niveau universitaire joué après la saison régulière de 2014, le 20 décembre 2014 au Sam Boyd Stadium de Whitney (anciennement East Las Vegas) dans le Nevada.
Il s'agissait de la 23e édition du Las Vegas Bowl.
Le match a mis en présence les Utes de l'Utah issus de la Pacific-12 Conference et les Colorado State Rams issus de la Mountain West Conference.
Il a débuté à 12:30 pm (heure locale) et a été retransmis en télévision sur ESPN.
Sponsorisé par la société Royal Purple (fabricant d'huile moteur), le match fut officiellement dénommé le Royal Purple Las Vegas Bowl.
Les Utes de l'Utah gagnent le match sur le score de 45 à 10.

## Présentation du match
| Équipes                                                                              | Conférences | Entraîneurs            | Stats. saison rég. |
| ------------------------------------------------------------------------------------ | ----------- | ---------------------- | ------------------ |
| Utes de l'Utah                                                                       | Pac-12      | Kyle Whittingham       | 8-4                |
| Colorado State Rams                                                                  | MWC         | Dave Baldwin (Interim) | 10-2               |
| Arbitre : Tracy Jones (AAC) Équipe donnée favorite par les bookmakers : Utah (3 / 1) |             |                        |                    |

Le match a mis en présence les Utes de l'Utah issus de la Pacific-12 Conference et les Colorado State Rams issus de la Mountain West Conference.
Il s'agit de la 80e rencontre entre ces deux équipes.
Les Utes de l'Utah mènent les statistiques avec un bilan de 55 victoires pour 22 défaites et 2 nuls.
La dernière rencontre a eu lieu en 2010 (victoire de Utah 59 à 6 en saison régulière).

### Utah Utes
Avec un bilan global en saison régulière de 8 victoires et 4 défaites, Utah Utes est éligible et accepte l'invitation pour participer au Las Vegas Bowl de 2014.
Ils seront classés à l'issue de la saison régulière #22 au ranking CFP.
Ils terminent 5e de la Southern Division de la Pacific-12 Conference derrière #19 Arizona, #10 UCLA, #12 Arizona State, #20 USC, avec un bilan en division de 5 victoires et 4 défaites.
À l'issue de la saison 2014 (bowl compris), ils n'apparaissent pas dans les classements CFP , AP et Coaches.
Il s'agit de leur 5e apparition au Las Vegas Bowl : victoires en 1993 (42 à 33 contre Ball State), en 1999 (17 à 16 contre Fresno State), en 2001 (10 à 6 contre USC) et défaite en 2010 (3 à 26 contre Boise State).

### Colorado State Rams
Avec un bilan global en saison régulière de 10 victoires et 2 défaites, Colorado State Rams est éligible et accepte l'invitation pour participer au Las Vegas Bowl de 2014.
Ils terminent 2e de la Mountain Division de la Mountain West Conference derrière #16 Boise State, avec un bilan en division de 6 victoires et 2 défaites.
À l'issue de la saison 2014 (bowl compris), ils n'apparaissent pas dans les classements CFP , AP et Coaches.
Il s'agit de leur 1er apparition au Las Vegas Bowl.

## Résumé du match
| ÉVOLUTION DU SCORE du LAS VEGAS BOWL 2014 |                              |                              |                              |                              |                              | |       |       |
| QT                                        | Temps                        | Drive                        | Drive                        | Drive                        | Équipe                       | Description de l'action | Score | Score |
|                                           |                              | Jeux                         | Yards                        | TDP                          |                              | | UTAH  | CSU   |
| 1                                         | 12:37                        | 3                            | 53                           | 00:56                        | Utah                         | TD à la suite d'une course de 8 yards par QB Travis Wilson + 1 point de conversion par kicker Andy Phillips                                          | 7     | 0     |
| 1                                         | 08:29                        | 6                            | 71                           | 02:55                        | Utah                         | TD de 16 yards par WR Delshawn McClellon à la suite d'une réception d'une passe de QB Travis Wilson + 1 point de conversion par kicker Andy Phillips | 14    | 0     |
| 1                                         | 05:42                        | 5                            | 77                           | 02:41                        | CSU                          | TD de 39 yards par QB Garrett Grayson à la suite d'une réception d'une passe de QB Charles Lovett + 1 point de conversion par kicker Jared Roberts   | 14    | 7     |
| 1                                         | 05:30                        | 1                            | 60                           | 00:10                        | Utah                         | TD à la suite d'une course de 60 yards par RB Devontae Booker + 1 point de conversion par kicker Andy Phillips                                       | 21    | 7     |
| 1                                         | 02:09                        | 6                            | 54                           | 03:14                        | CSU                          | FG de 41 yards par kicker Jared Roberts | 21    | 10    |
| 2                                         | 08:25                        | 8                            | 37                           | 04:18                        | Utah                         | FG de 38 yards par kicker Andy Phillips | 24    | 10    |
| 3                                         | 04:12                        | 10                           | 73                           | 03:46                        | Utah                         | TD à la suite d'une course de 15 yards par QB Travis Wilson + 1 point de conversion par kicker Andy Phillips                                         | 31    | 10    |
| 4                                         | 13:23                        | 1                            | 12                           | 00:06                        | Utah                         | TD à la suite d'une course de 12 yards par QB Travis Wilson + 1 point de conversion par kicker Andy Phillips                                         | 38    | 10    |
| 4                                         | 12:28                        | 2                            | 29                           | 00:34                        | Utah                         | TD à la suite d'une course de 10 yards par RB Bubba Poole + 1 point de conversion par kicker Andy Phillips                                           | 45    | 10    |
| "TDP" = temps de possession.              | "TDP" = temps de possession. | "TDP" = temps de possession. | "TDP" = temps de possession. | "TDP" = temps de possession. | "TDP" = temps de possession. | "TDP" = temps de possession. | 45    | 10    |

## Statistiques
| Statistiques par Équipes               | Statistiques par Équipes | Statistiques par Équipes |
| Statistiques                           | UTAH                     | CSU                      |
| -------------------------------------- | ------------------------ | ------------------------ |
| 1er downs                              | 29                       | 13                       |
| Conversion de 3e Down                  | 9/14                     | 1/10                     |
| Conversion de 4e Down                  | 0/1                      | 0/0                      |
| Jeux–yards                             | 77 jeux pour 548         | 54 jeux pour 278         |
| Yards à la course                      | 359                      | 12                       |
| Yards à la passe                       | 189                      | 266                      |
| Passes : Réussies-Tentées-Interceptées | 19/29 - 1 Int.           | 21/35 - 1 Int.           |
| Réussite en zone rouge/chances         | 6/7                      | 0/0                      |
| TD                                     | 6                        | 1                        |
| Field Goals                            | 1                        | 1                        |
| Sacks (Nombre-Yards perdus)            | 3                        | 0                        |
| Fumbles (Nombre/Perdus)                | 0/0                      | 2/1                      |
| Pénalités (Nombre/Yards perdus)        | 7 pour 68 yards          | 7 pour 73 yards          |
| Temps de possession                    | 33:56                    | 26:04                    |

| Meilleur Joueur (MVP) | Meilleur Joueur (MVP) | Meilleur Joueur (MVP) |
| --------------------- | --------------------- | --------------------- |
| Nom                   | Équipe                | Poste                 |
| Travis Wilson         | Utah Utes             | QB                    |

| Statistiques Individuelles | Statistiques Individuelles | Statistiques Individuelles     |
| -------------------------- | -------------------------- | ------------------------------ |
| Quaterbacks                |                            |                                |
| UTAH                       | Travis Wilson              | 17/26, 158 yards, 1 TD, 1 INT. |
| CSU                        | Grayson, Garret            | 20/34, 227 yards, 0 TD, 1 INT. |
| Meilleurs Coureurs         |                            |                                |
| UTAH                       | Booker, Devontae           | 26 courses, 162 yards, 1 TD    |
| CSU                        | Hart, Dee                  | 7 courses, 21 yards, 0 TD      |
| Meilleurs Receveurs        |                            |                                |
| UTAH                       | Scott, Kenneth             | 6 Réc., 61 yards, 0 TD         |
| CSU                        | Higgins, Rashar            | 7 Réc., 110 yards, 0 TD        |
| Meilleurs Tackleurs        |                            |                                |
| UTAH                       | Norris, Jared              | 4 tackles, 4 assistes          |
| CSU                        | Pierre-Louis, K            | 6 tackles, 3 assistes          |